# Keith Usherwood Ingold
Keith Usherwood Ingold, OC FRS FRSC FRSE (Leeds, 31 de maio de 1929 - 8 de setembro de 2023) foi um químico britânico.
Filho de Sir Christopher Kelk Ingold e Hilda Usherwood, obteve um BSc em química na Universidade de Londres, em 1949. Obteve um PhD em química na Universidade de Oxford, em 1951. Em seguida foi para o Canadá, começando a trabalhar no National Research Council (Canadá), seguindo-se dois anos de pós-doutorado na Universidade da Colúmbia Britânica. Retornou para trabalhar no NRC em 1955 como oficial pesquisador, sendo depois promovido a chefe da Free Radical Chemistry Section. Em 1968 foi laureado com o Petroleum Chemistry Award, em 1988 com o Linus Pauling Award e recebeu em 1990 a Medalha Davy e em 2000 a Medalha Real, ambas da Royal Society, esta última por "elucidar o mecanismo das reações envolvendo radicais livres". Em 1995 tornou-se oficial da Ordem do Canadá e recebeu graus honorários da Universidade de Guelph, Universidade Mount Allison, Universidade de St Andrews, Universidade Carleton, Universidade McMaster e Universidade Dalhousie.
Em anos recentes seu trabalho está focado sobre a retenção de radicais antioxidantes, em particular a vitamina E, e seu efeito sobre o envelhecimento e sobre a prevenção de doenças relacionadas à idade, como o câncer.